# Krigshundarna
Krigshundarna är en bok av Frederick Forsyth från 1974. Boken har även filmatiserats, se Krigshundarna (film).

## Handling
Ett gruvbolag, BORMAC, baserat i London hittar av en slump i ett litet afrikanskt land ett berg som innehåller anmärkningsvärda mängder med platina. För att säkra fyndet får en legosoldat, CAT Shannon, i uppdrag att först planera och sedan genomföra en kupp mot diktatorn. Kuppen genomförs planenligt men Shannon lämnar inte över makten till marionetten som BORMAC har lejt utan till ledaren för en liten folkgrupp som redan finns i landet.

## Utgåvor

### Utgåvor på engelska
- 1974, Hutchinson, ISBN 0-09-120560-3
- 1996, Arrow Books, ISBN 0-09-964241-7

### Utgåvor på svenska
- 1974, Bonnier, ISBN 91-0-039423-8
- 1975, Aldus/Bonniers, ISBN 91-0-040501-9
- 1975, Bonnier, ISBN 91-0-040630-9
- 1982, Bonnier, ISBN 91-0-045714-0
- 1985, Bonnier, ISBN 91-0-039424-6 (realisationsupplaga)
- 1985, Bonnier, ISBN 91-0-046527-5 (pocket)